# Arnsberger Schambachtal

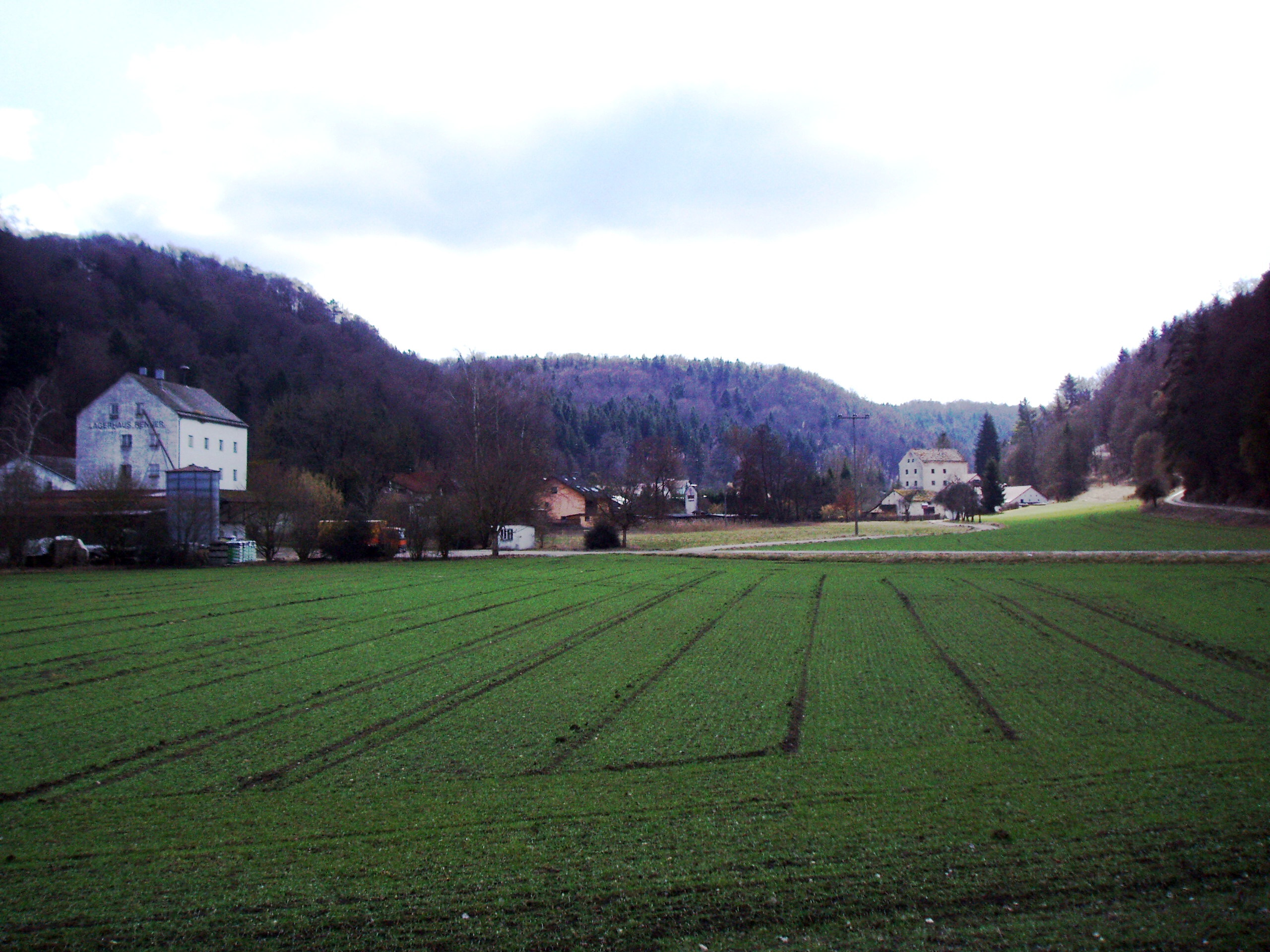
Schambachtal mit Böllermühle und Forstermühle

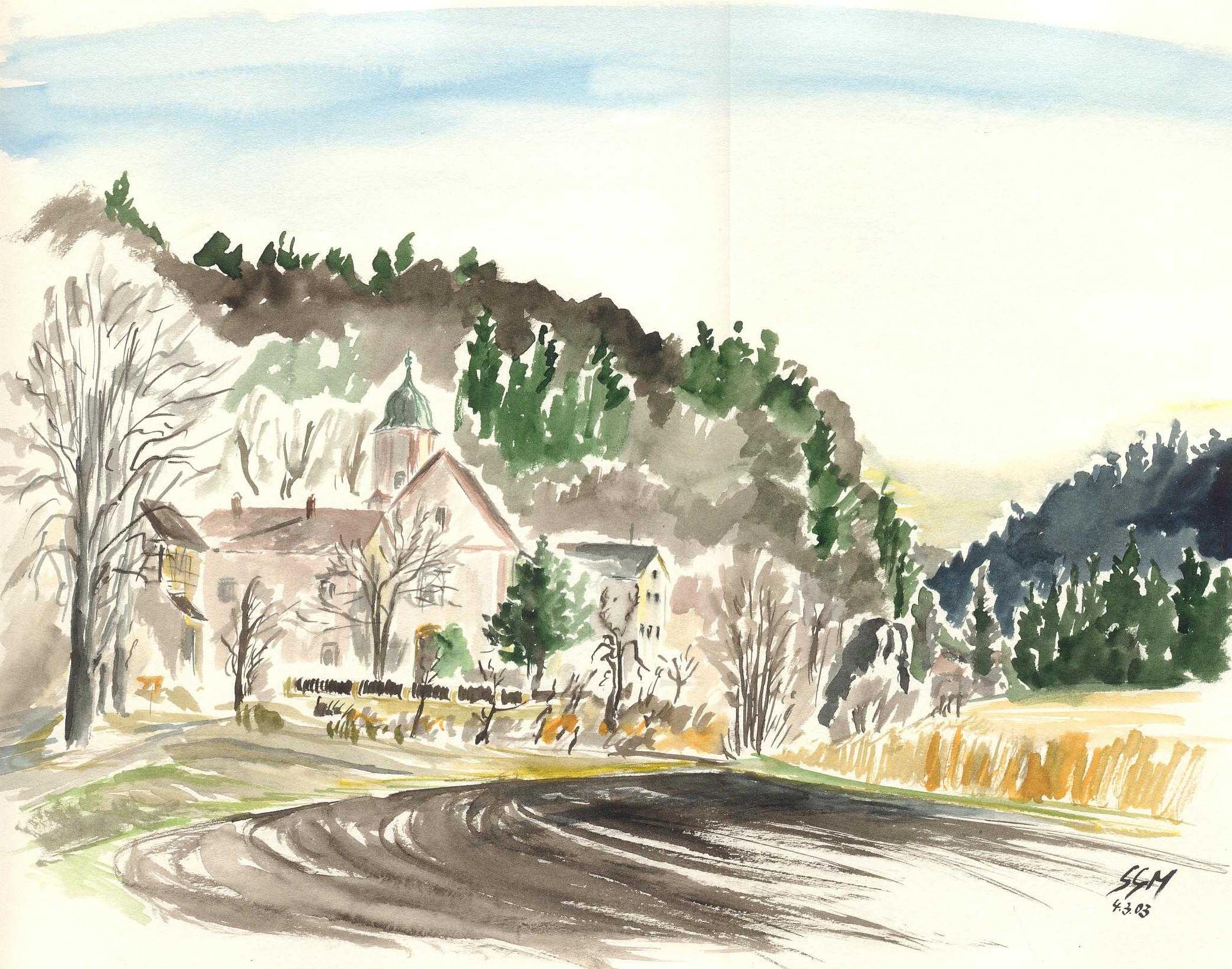
Hl. Kreuz-Wallfahrtskirche im "Arnsberger" Schambachtal. Aquarell von Siegfried Schieweck-Mauk, Eichstätt, Nr. 887

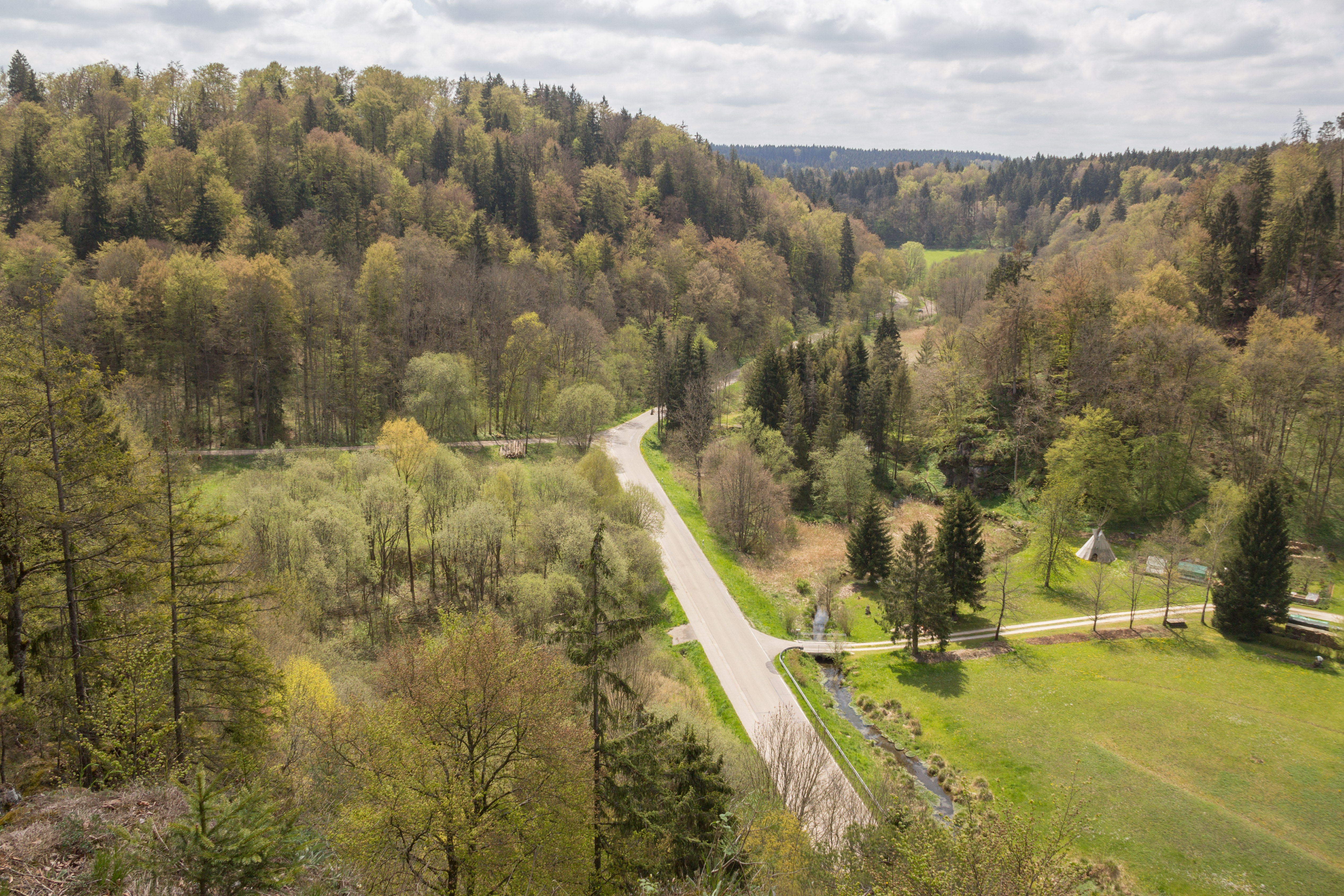
Schambachtal, Blick von der Schamleite

Das Arnsberger Schambachtal, auch das mittlere Schambachtal genannt, ist ein durch den Fluss Schambach gebildetes fünf Kilometer langes, landschaftlich reizvolles Seitental des Altmühltales und mündet bei Arnsberg im Landkreis Eichstätt vom Süden her in dieses ein.

## Namensdeutung
Noch heute spricht man mundartlich von der Schambach als der „Schamma“. Aus dem Mittelhochdeutschen könnte das „kurz fließendes Wasser“ bedeuten („schamm“ = kurz; „a, ach“ = fließendes Wasser). Eine andere Deutung sieht das mittelhochdeutsche „schamber/schmaper“ (= Tanzkleid) als namensgebend an; demnach wäre die Schambach ein Wasser, das „übermütig tänzelnd“ dahinfließt. In der Tat hat die Schambach ein ziemliches Gefälle, das das Betreiben von sechs Mühlen auf ihrem kurzen Lauf ermöglichte. – Wie das Tal, so wird auch die Ansiedlung am nördlichen Talanfang als Arnsberger Ortsteil „Schambachtal“ bezeichnet.

## Mühlen
An der Schambach liegen flussaufwärts die teils ehemaligen Mühlen Böllermühle, Forstermühle, Petermühle, Lohmühle, Rotermühle und Hintermühle. 
- Böllermühle: Erstmals ist die Mühle um 1370 in einem Salbuch der Herrschaft Arnsberg als Habermühle genannt. Um 1430 lag die Mühle wohl wegen wirtschaftlicher Not öd. 1674 taucht erstmals die jetzige Bezeichnung in der Form Pöllmühl/Pellermühle auf. Im frühen 18. Jahrhundert stiftete der Böllermüller 30 Gulden für ein Messgewand in Arnsberg. 1811 kaufte die Müllerin zwei Altäre aus dem aufgehobenen Kloster Notre Dame in Eichstätt und stiftete sie der Kirche von Arnsberg, wo sie heute als Seitenaltäre stehen. 1847 wurde der Wert der Böllermühle, zu der zu dieser Zeit 40 Tagwerk Wald gehörten, auf 8000 Gulden geschätzt. Sie war damit die reichste Mühle des Schambachtales. Wegen des Waldbesitzes war ihr bis zur Wende des 19. zum 20. Jahrhundert auch eine Sägemühle angegliedert. 1931 erwarb Georg Renner die Mühle. 1937 wurde das Mühlenrad durch eine Turbine ersetzt, 1943 ein Getreidelager und 1945 eine Bäckerei mit „neuzeitlichem Backofen“ errichtet. Das vierstöckige Mühlengebäude stammt von 1947. Im November 1949 zerstörte ein Brand das oberste Stockwerk, das wieder aufgebaut wurde (Heimgarten vom 3. Dezember 1949). 1952 verunglückte der Müllersohn und Bäcker Georg tödlich; die Bäckerei der Mühle wurde bald darauf eingestellt. (Heimgarten vom 5. Juni 1954)
- Forstermühle: Sie wird die Mühle sein, die Graf Gebhard VII. von Hirschberg 1305 an das Kloster Plankstetten veräußerte. In der steinernen Oberschwelle des Eingangs findet man die Jahreszahl 1585 mit den Initialen M F (= Mühle des Forsters?). Die Mühle, die auch Leitenmühle genannt wurde, stellte 1755 einen Wert von 2850 Gulden dar. Bis 1843 war sie unter Müller Eustach Hackner neu aufgebaut worden. Bei einem Besitzwechsel wird 1892 erwähnt, das die Mahlmühle mit einer Sägemühle verbunden war; der Gesamtwert der Anlage betrug damals 13.000 Mark. 1922 ging die Mühle für 450.000 Mark an die Siedlungs- und Landbank München. Noch im gleichen Jahr ersteigerten Johann und Pauline Freitag das Anwesen um 190.000 Mark. Nach dem Zweiten Weltkrieg erbaute man eine vierstöckige „moderne“ Kunstmühle und betrieb eine Zeit lang eine große Hühnerfarm. (Heimgarten vom 19. Juni 1954)
- Petermühle: Der älteste bekannte Name dieser Mühle ist Feuermühle. Der Name hängt wohl damit zusammen, dass der Grundherr dieser Mühle das Heilig-Geist-Spital in Eichstätt war; das Altarblatt der Spitalkirche von Oswald Onghers von 1701 zeigt das Pfingstwunder und damit Feuerzungen. 1624 wurde der Müller Michael Weiß („Weißelmühle“) wegen heimlichen Verkaufs („Schleichhandel“) eines Kalbs an einen Metzger von Pfalzpaint und damit ins Ausland (Pfalzpaint gehörte zu Pfalz-Neuburg) zu einer Geldstrafe verurteilt. 1662 erfährt die Mühle unter Balthasar Hainle Umbauten. 1720 erwarb Peter Hilpert die Mühle, die wohl durch seinen Vornamen zur Petermühle wurde. 1824 durfte der Müller Anton Straßer eine Leinstampfe oder einen Ölschlag zur Verarbeitung von Bucheckern, die in der Gemeinde Schambach reichlich anfielen, einbauen. 1834 betrug der Wert der Mühle 750 Gulden. 1884 baute der Müller Franz Schuster die erste Turbine bei einer Schambacher Mühle ein. 1899 ging die Mühle an die fortan ansässige Familie Wagner über. In den 1950er Jahren war der Sägebetrieb wichtiger als der Mahlbetrieb geworden, der nur noch zur Deckung des Eigenbedarfs diente. (Heimgarten vom 19. Juni 1954 und vom 3. Juli 1954)

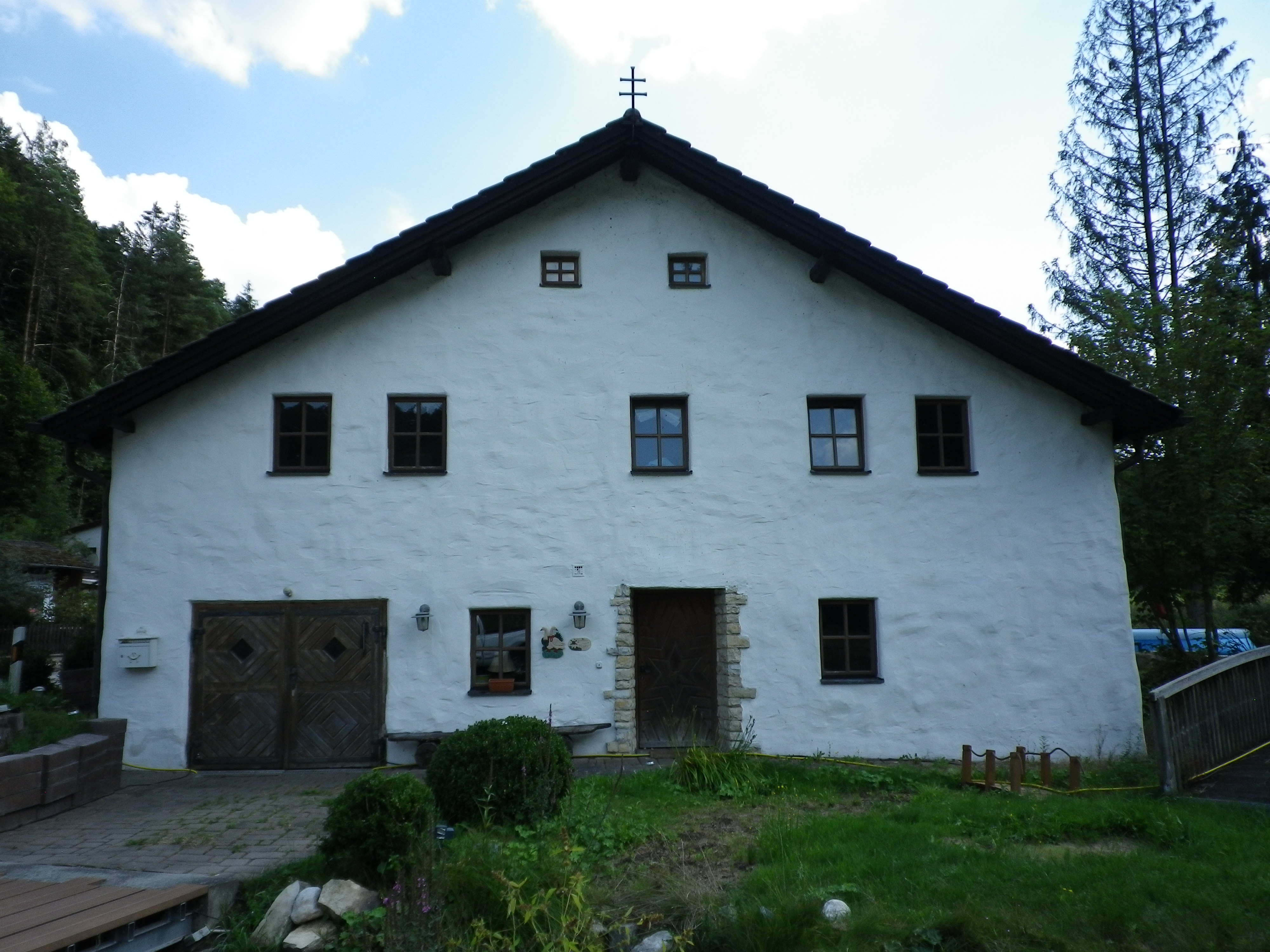
Die Lohmühle in Schambach

- Lohmühle: Die Mühle ist noch ohne Namen 1545 erstmals erwähnt. „Lohmühle“ besagt, dass in früheren Zeiten in der Mühle Fichten- bzw. Eichenrinde zur Lohe für die Gerber gemahlen wurde. Die Sage berichtet, dass eine Magd der Lohmühle eine blecherne Monstranz mit dem Kreuzpartikel fand, wodurch die Wallfahrt nach Schambach begründet wurde. Über dem Fundort wurde 1724 die (zur Rotenmühle gehörende) Wies-Kapelle St. Helena errichtet. 1616 wurde die Mühle auf 800, 1625 auf 1000 Gulden geschätzt. 1630 ist von der Mühle als Graßmühle die Rede. 1669 lässt sich Leonhard Straßer als Graßmüller nachweisen; das Müllergeschlecht der Straßer kommt in der Gegend wiederholt vor (z. B. Wassermühle zu Grösdorf, Brunnmühle bei Walting). 1770 wurde die Mühle dem „geistlichen Gefäll“ und damit der kirchlichen Finanzbehörde Eichstätt geschenkt, die sie im gleichen Jahr an den Müller Johann Haidt weiterverkaufte. Danach wechselten die Besitzer häufig. Das Mahlwerk ist seit langem „demontiert“. (Heimgarten vom 3. Juli 1954)
- Rotenmühle: Auch diese Mühle ist noch ohne Namen in einem Giltverzeichnis von 1545 erstmals erwähnt. 1603 ist Wolf Hayden als auf der Rotenmühle ansässig bezeugt. 1640 ist erstmals von der Mühle als Lebzeltermühl die Rede; vielleicht war sie zeitweilig an einen Lebzelter (= Konditor) verpfändet. Dieser Name der Mühle ist auch im 18. Jahrhundert noch geläufig. Der Wert der Mühle wurde 1741 nach Abzug des Eigenen, da heißt des eigenen Vermögens der Müllerfamilie, auf 1021 Gulden geschätzt. Von der Familie Haid(t) ging die Mühle 1856 an Johann und Anna Maria Stark von Walting und von ihnen 1885 an Josef und Kreszenz Wenzl von Walting über. An der Rotenmühle drehte sich noch in den 1950er Jahren das Mühlrad, allerdings nur zur Stromgewinnung. (Heimgarten vom 17. Juli 1954)
- Hintermühle: Der ursprüngliche Name lautete auf Heiligkreuzmühle bzw. kurz auf Kreuzmühle; sie stand vor Erbauung des Schambacher Schulhauses (1754/55) der Schambacher Heilig-Kreuz-Kirche am nächsten. 1545 wird als Kreuzmüller ein Fritz Teißtel erwähnt. Aufgrund der Lage im Schambachtal kam dann die Bezeichnung oberste Mühle bzw. Hintermühle auf. Im 18. Jahrhundert betreiben die Familie Preunl/Preindl, Andreas Eder und ab 1780 Katharina Straßer die Mühle. Im 19. und frühen 20. Jahrhundert wechselten mehrmals die Besitzer. Der Mühlenbetrieb ist seit längerem stillgelegt. Eine Zeit lang wurde das Mühlengebäude als „Wirtschaft zum siebten Himmel“ weiterbetrieben. (Heimgarten vom 31. Juli 1954)

## Ort Schambach

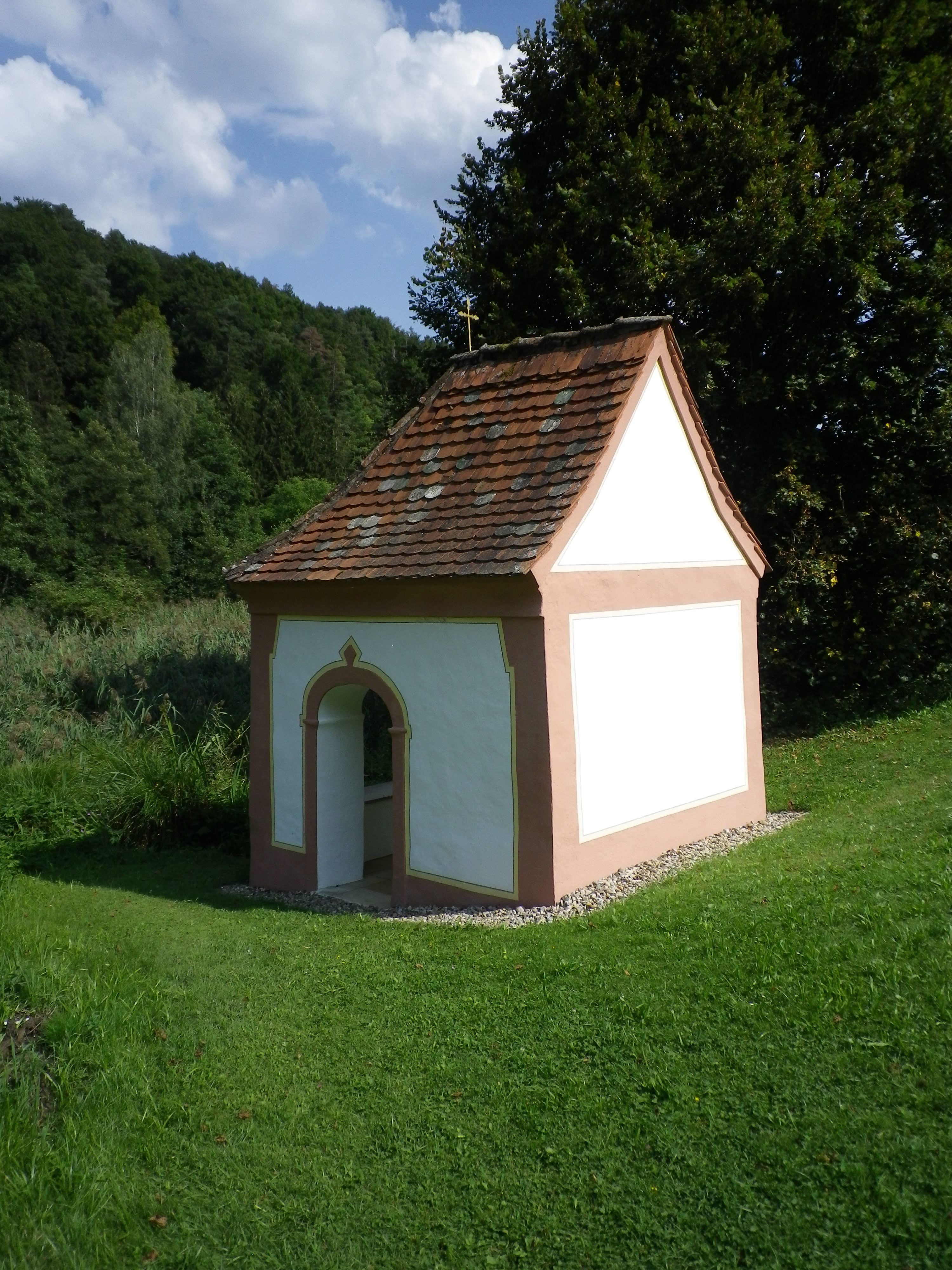
Wies-Kapelle St. Helena in Schambach

Zwischen Lohmühle und Hintermühle liegt das kleine Dorf Schambach mit einer von dem Graubündner fürstbischöflichen Baumeister Giovanni Domenico Barbieri 1755/56 erbauten Rokoko-Wallfahrtskirche „Heilig Kreuz“ und einer barocken Kapelle, der „Brünndlkapelle“ am sogenannten Gnadenbrünnlein, wo ein Seitenbach der Schambach entspringt und ein Kreuzpartikel aufgefunden worden sein soll.

## Vorgeschichtliche Befestigungen
Auf den Jurahöhen des östlichen Talhanges finden sich auf der Höhe der Böllermühle („Römerberg“) und der Lohmühle Abschnittswälle und auf der Höhe des Quellgebietes eine Schanze.

## Hohler Stein
Nach der Hintermühle und den Schambachquellen geht das Tal in das Trockental „Katzental“ über.
Südlich der Schambachquellen liegt im Herrnholz der „Hohle Stein“, eine 17 Meter tiefe, wissenschaftlich sehr ergiebige Höhle im Dolomitgestein, wo bereits die Neandertaler Spuren hinterlassen haben.